# Filhos e Amantes (livro)
Filhos e Amantes é um romance de D. H. Lawrence publicado em 1912. Narra a história da família rural Morel, formada pelo típico camponês Walter e sua esposa Gertrude, uma burguesa cujas decepções são aliviadas no amor e nas expectativas que deposita nos filhos, que crescem marcados pelo ambiente familiar.
É o terceiro romance de Lawrence, considerado sua primeira grande obra, reunindo parte de suas características literárias, como uma abordagem profunda dos sentimentos sexuais e de uma sociedade rural, bem como suas expressões idiomáticas.
Foi o único romance de Lawrence a ser incluído na lista dos 100 melhores livros de todos os tempos do The Guardian.

## Resumo do enredo

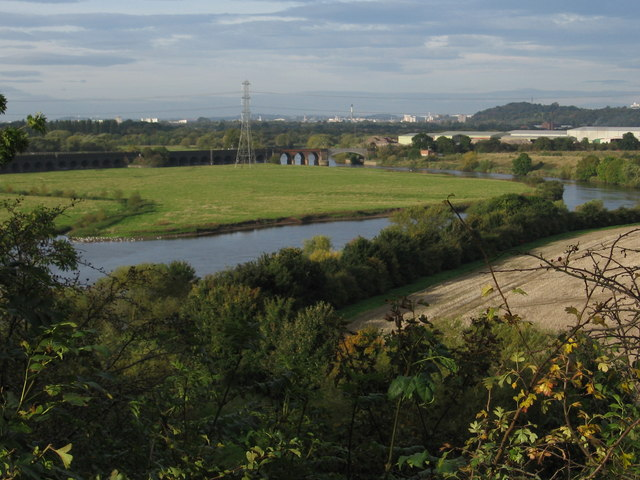
Condado de Nottinghamshire, onde a trama familiar do romance desenrola-se.

Lawrence resumiu o enredo em uma carta para o escritor Edward Garnett em 12 de novembro de 1912:
O romance segue esse preceito: uma mulher de renome e elegância encontra o povo, e não vê prazer na própria vida. É apaixonada por seu marido, portanto seus filhos nascem da paixão, e têm muita vitalidade. Mas quando seus filhos crescem ela transforma-os em amantes – primeiro o mais velho, depois o caçula. Essas crianças são lançadas à vida pelo amor recíproco que têm pela mãe. Mas quando eles tornam-se homens, veem-se impedidos de apaixonar-se, pois sua mãe é a maior força em suas vidas, e detém-los. É como Goethe e sua mãe e Frau von Stein e Christiana – Logo que o jovem entra em contato com as mulheres, abre-se uma fissura. William dá seu sexo para uma frívola, e sua mãe detém sua alma. Mas a fissura mata-o, porque ele não sabe onde está. O outro filho dá-se com uma mulher que luta contra sua alma – que luta contra sua mãe. O filho ama sua mãe – todos os filhos odeiam e sentem inveja do pai. A luta é travada entre a mãe e a garota, tornando-se o filho o objeto. A mãe prova-se, gradualmente, mais forte, graças aos laços do sangue. Ele apaixona-se. A fissura então recomeça a exprimir-se. Mas, quase que inconscientemente, a mãe percebe o que está acontecendo, e começa a morrer. O filho abandona sua mãe, socorre sua mãe moribunda. Afinal ele é abandonado por tudo, à deriva da morte.

### Parte I
Gertrude Coppard, a filha elegante de uma antiga família burguesa, conhece Walter Morel, um mineiro, em um baile natalino, pelo qual acaba por apaixonar-se, principalmente fisicamente. Logo depois de casar-se com Morel, entretanto, ela dá-se conta das dificuldades que enfrentará para viver com o pequeno salário de seu marido em uma casa alugada. O casal passa a brigar e a separar-se, e Walter recorre aos bares após os dias exaustivos de trabalho. A afeição da Sra. Morel gradualmente é transferida a seus filhos, primeiro ao mais velho, William.
Quando criança, William é tão dependente emocionalmente da mãe que não consegue visitar a feira sem ela. Quando ela começa a envelhecer, ele defende-a contra os ocasionais surtos de violência por parte de seu pai. Mais tarde ele deixa seu lar, em Nottinghamshire, por um trabalho em Londres, onde começa a ascender à classe-média. Noiva-se, mas não gosta da superficialidade de sua companheira. Afinal ele morre, abalando profundamente a Sra. Morel, que redescobre o amor por seu segundo filho, Paul, quando ele contrai uma pneumonia.

### Parte II
Repelido e atraído pela mãe ao mesmo tempo, Paul teme abandoná-la mas deseja tornar-se independente, e quer experimentar o amor. Gradualmente estabelece uma relação com Miriam, a filha de um fazendeiro que frequenta a mesma igreja que ele. Os dois fazem caminhadas juntos e conversam sobre livros, mas Paul resiste em aprofundar a relação, em parte pela desaprovação de sua mãe. Na fazenda da família de Miriam, Paul conhece Clara Dawes, uma jovem com, aparentemente, ideais feministas que separou-se de seu marido, Baxter.
Depois de pressionar Miriam para uma relação física da qual acaba por não tirar satisfação alguma, Paul separa-se dela ao mesmo tempo em que torna-se cada vez mais íntimo de Clara, mais experiente e fisicamente ardorosa. Mas nem ela consegue segurá-lo, e ele retorna a sua mãe. Quando sua mãe morre pouco depois, ele fica sozinho.

## História de publicação
Através de cartas e declarações de Lawrence, pode-se afirmar que a base para o romance veio de experiências autobiográficas, como o escritor Richard Aldington comentou em sua biografia sobre Lawrence:
Quando você tiver experimentado Filhos e Amantes, você terá vivido as agonias de um jovem Lawrence lutando para libertar-se de sua antiga vida. Geralmente, não é visto só como um expressivo retrato da classe trabalhadora em uma comunidade mineira, mas também como um estudo intenso sobre família, classe e relações sexuais juvenis.
O texto original, publicado primeira em 1913, foi extremamente editado por Edward Garnett, que removeu 80 frases, quase um décimo do texto. O romance é dedicado a Garnett. Garnett, que era o conselheiro literário da editora Duckworth, exerceu um papel importante em estabelecer contatos entre Lawrence e a cena literária britânica dos anos 1911 e 1912. Somente em 1992 a edição sem cortes foi lançada, pela Cambridge University Press.
Lawrence começou a trabalhar no livro no período em que sua mãe estava doente, e muitas vezes demonstrou o sentimento que tinha de que sua mãe havia desperdiçado um pedaço de sua vida através da protagonista Gertrude Morel. Cartas desse período do desenvolvimento do livro mostram claramente sua admiração pela mãe – vendo-a como “uma mulher esperta, irônica e delicadamente moldada” – e sobre seu casamento aparentemente infeliz com um pai mineiro, de “temperamento sanguinário” e instável. Ele acreditava que sua mãe havia casado com alguém de classe inferior. Lydia Lawrence, sua mãe, entretanto, não tinha nascido na classe-média. A experiência desse conflito familiar deu-lhe ímpeto para escrever a primeira metade do romance – em que tanto William, o irmão mais velho, quanto Paul Morel tornam-se cada vez mais ressentidos com seu pai – e a subsequente exploração das relações antagônicas que Paul Morel tem com suas duas amantes, que são incessantemente afetadas por sua ligação com sua mãe.
O primeiro esboço do romance nunca chegou a ser finalizado e foi perdido, o que para alguns está fortemente relacionado ao desenvolvimento da doença de sua mãe. Ficou sem continuar a escrevê-lo durante três meses, enquanto o livro ainda chamava-se Paul Morel. A escrita do penúltimo esboço do romance, iniciada em março de 1911 e o primeiro que chegou aos dias de hoje, coincidiu com uma importante mudança na vida de Lawrence, quando sua saúde começou a agravar-se e ele abandonou seu trabalho de professor para viajar pela Alemanha. A viagem, entretanto, não chegou muito longe, já que ele conheceu e casou-se com uma pequena aristocrata alemã, Frieda Weekley, a ex-esposa de um antigo professor seu na Universidade de Nottingham. De acordo com o relato de Friede sobre seu primeiro encontro, ela e Lawrence falaram sobre Édipo e os efeitos da infância na vida adulta em menos de vinte minutos de conversa.
O terceiro esboço do livro, ainda Paul Morel, foi enviado à editora Heinemann; a resposta, no entanto, foi uma reação violenta, vinda do próprio William Heinemann, diretor da empresa. A reação de Heinemann acabaria por coincidir com as reações do público leitor à literatura de Lawrence, choque por “a degradação da mãe, que era para ter vindo de um berço de qualidade, é quase inacreditável”; ele encorajou Lawrence a reescrever o romance por mais uma vez. A resposta de Heinemann fez com que Lawrence passasse a defender mais seu romance, cujo título foi alterado para Filhos e Amantes. Justificando o esquema do livro, Lawrence explica, em cartas para Garnett, que ele é uma “grande tragédia” e um “grande livro”, que reflete a “tragédia de centenas de jovens na Inglaterra”.
A edição publicada foi a quarta versão do livro, cuja mudança de título para alguns especialistas em literatura foi feita para tirar um pouco o destaque dado a somente um personagem, já que no decorrer dos esboços o livro ficou menos autobiográfico.

## Adaptações
- Filhos e Amantes (1960), filme britânico de 1960 dirigido por Jack Cardiff. Foi nomeado a sete Academy Awards, vencendo o de Melhor Fotografia em Preto-e-Branco.[9]
- Sons and Lovers, uma série britânica de 1981 dirigida por Sutart Burge e produzida pela BBC.[10]
- Sons & Lovers, um filme televisivo de 2003 dirigido por Stephen Whittaker e produzido pela ITV1.[11]